# 折り畳み自転車

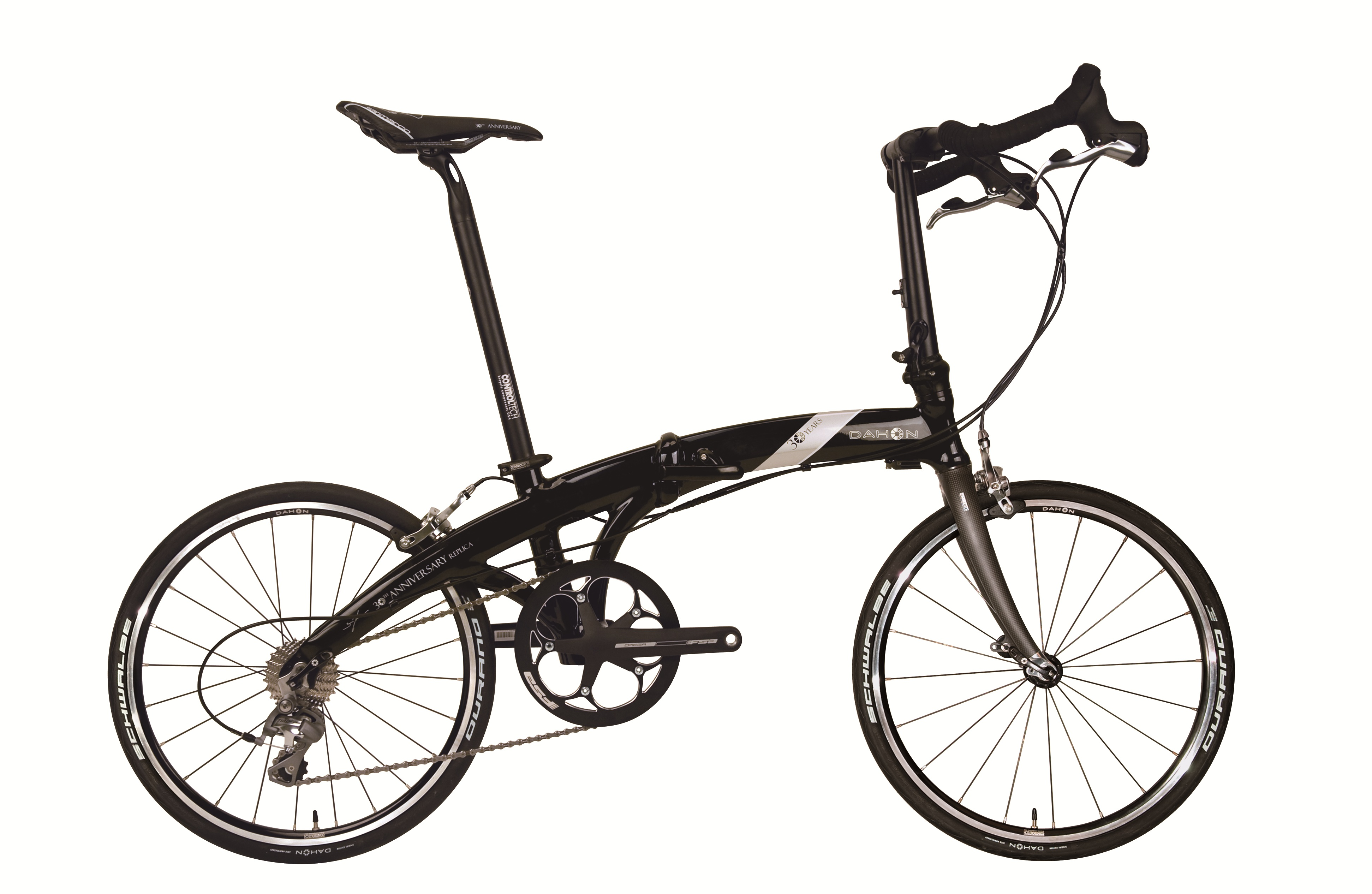
30th Anniversary Special Edition Dahon Folding Bike

折り畳み自転車（おりたたみじてんしゃ）とは、フレームなどを折り畳むことができるように工夫された自転車のこと。フォールディングバイク（Folding bike）ともいう。

## 定義
折り畳み自転車は高度な工学デザインを要求され、今まで数々の工業デザイナーたちが自分達の発想力を試してきた。その発想の多彩さのために細かい定義づけをすることは難しい。しかしながら、折り畳み自転車はおおまかに以下のように区分することができよう。
- 折り畳む際に工具を必要としないもの
- 折り畳む際に工具を必要とするもの

一般的に1を折り畳み自転車と呼ぶことがほとんどである。2.を折り畳み自転車と呼ぶこともできるが、1と区別するために専門雑誌・書籍では「分割式自転車」と呼ばれることが多い（以下、2の種類の自転車のみを指す場合は「分割式自転車」と別に表記する）。もっと細かい分類をすれば「分割式自転車」の中でもロードバイク、ランドナー、スポルティーフなどに見られるフレームを前後に分割するようにするものをデモンターブルと呼ぶ。

### 輪行仕様車
日本独自に進化した輪行仕様車（あるいは輪行車）という種類もある。通常輪行する際には前後輪をはずして前フォークを抜いて束ねて輪行袋に入れる「アルプス方式」を取りやすいように設計されている。通常の自転車でもこの方式は（手間がひどくかかるが）取れないことはないので、厳密には折り畳み自転車とは言えるかどうか議論が分かれる。

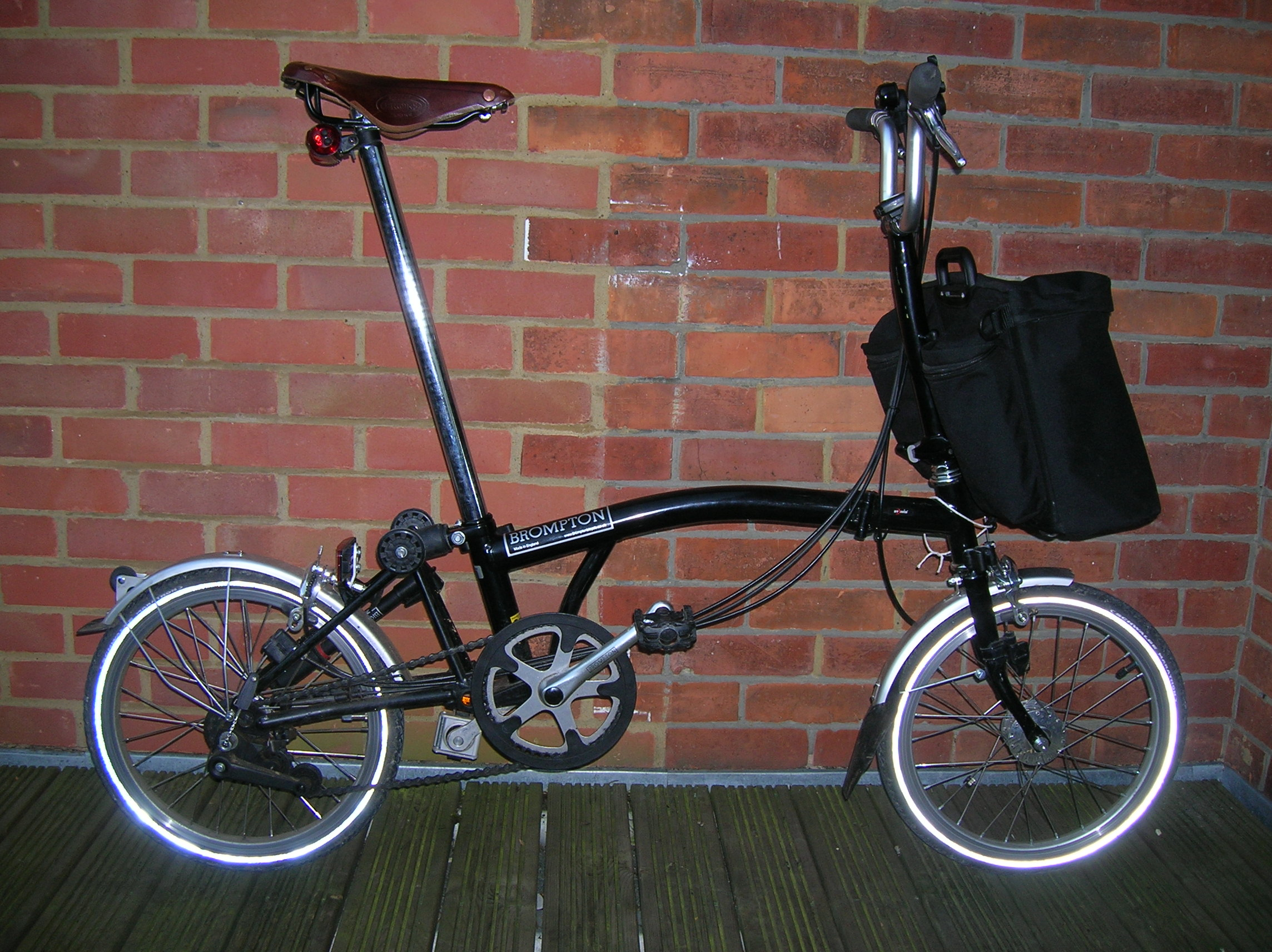
Brompton

## 特徴

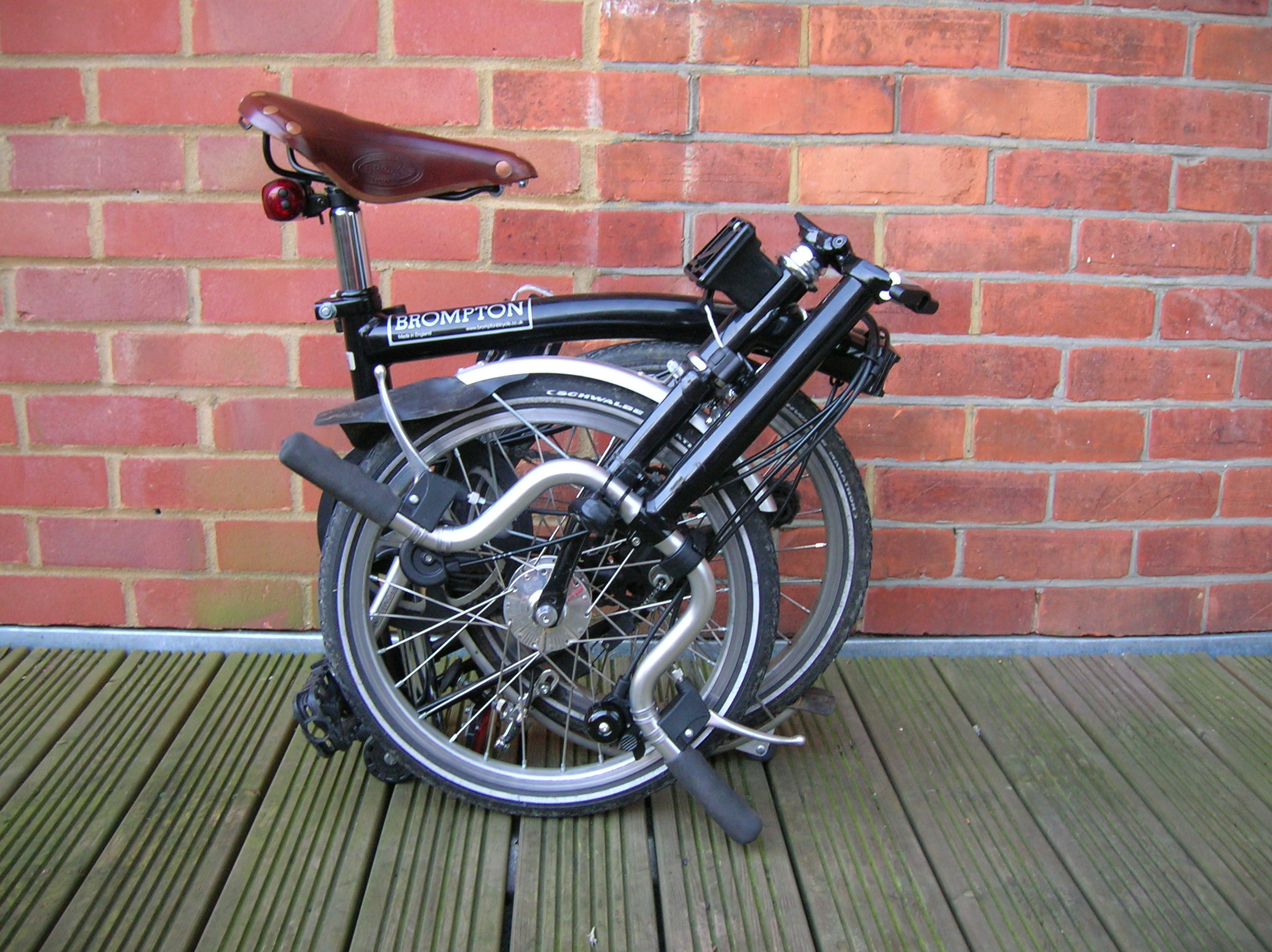
パーツを全て折り畳んだ状態（ブロンプトン）

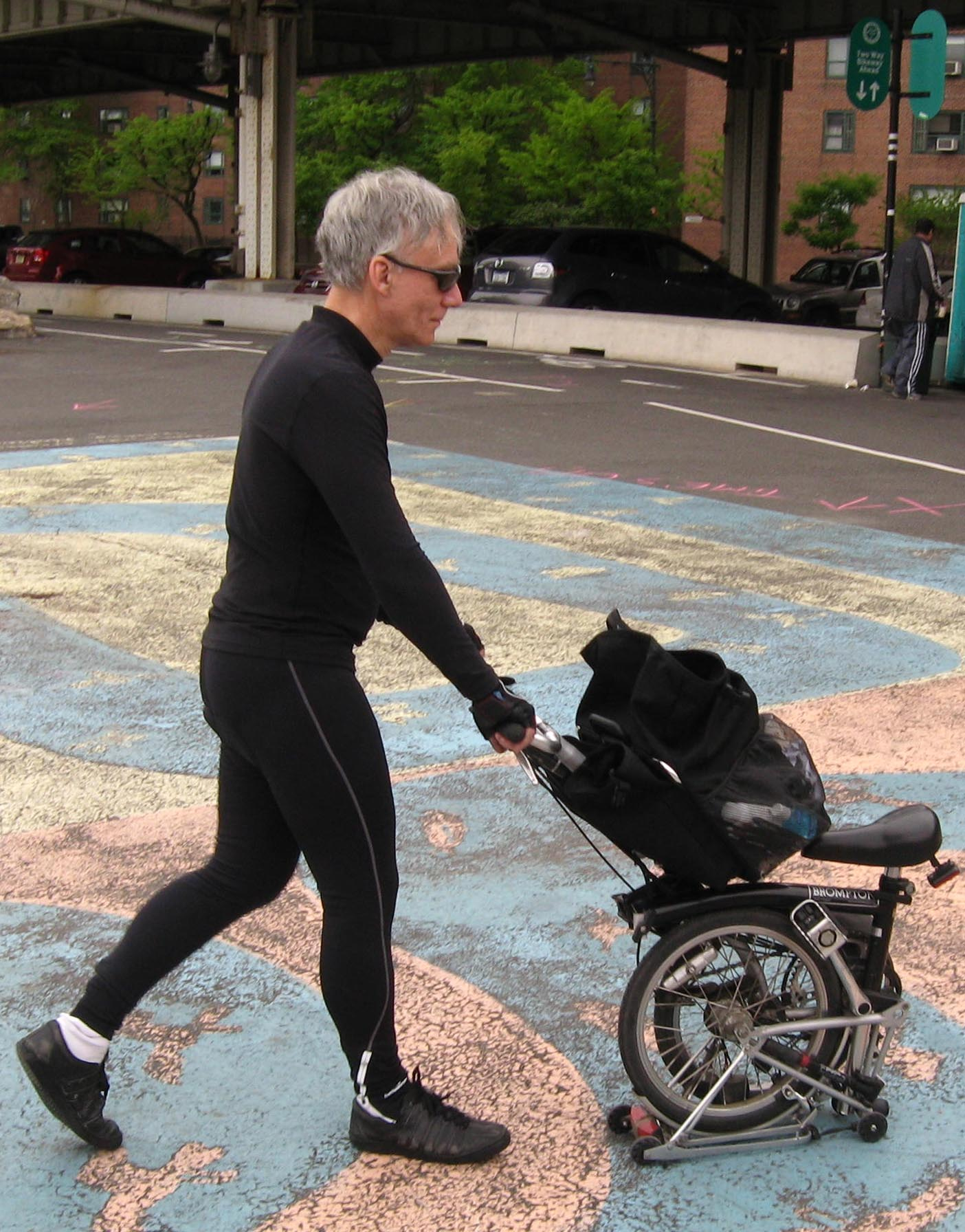
ハンドル以外を折り畳んだ状態にし、押して移動する様子（ブロンプトン）

利点としては折り畳み自転車は輪行する場合に可搬性に優れること、自動車への積載や保管などで場所を取らないことなどが挙げられる。ただ同じ折り畳み自転車でも分割式自転車は分割された部品を束ねたり、効率良く収納しなくてはならない、また分解する時間がかかるなど、実際の持ち運びが若干煩雑になりやすい。ただ分割式自転車は、おおよそ走行面では優れているものが多い。特にデモンターブルは通常の自転車となんら変わらない。そのほか収納袋に入れた場合、手荷物として多くの公共交通機関で無償輸送が可能となるので、機動力の必要な旅には便利な乗り物となる。
短所としては折り畳み自転車はその性質上、保管、携帯の容易さと、設計仕様によっては自転車本来の走行能力を妥協しなければいけないところにある。例えば自転車のフレームそのものを折り畳んだり、分割したりするためにする十分な補強、部品を必要するため重量がかさむこと、設計上取り得るライディングポジションに制限を受けること、シティサイクルのような買い物かご（前かご）を取り付けられないため実用性に劣る（前かごを取り付けることができるとしても、その場合折り畳めなくなる。ただし、買い物カートのように変形することを前提して取り付けたものもある）こと、または下記に述べられているデザインの特性より直進安定性や高速維持性が劣るものが多いことが挙げられる。これらの短所を改善した大径ホイールと折りたたみフレームの組み合わせた折り畳み自転車も存在する。
デザインの特徴として、持ち運びなどの点から小径ホイールを用いていることが多く、ホイールベースが短いものが多い。折り畳み方式は1本の横棒状のフレームの真ん中からヒンジで折り畳む方式を採用しているものが最も多く、定評のあるブランドによる高級なものから安価なものまで多岐にわたる。また高性能な折り畳み自転車はその用途によって千差万別であり、例えば折り畳みサイズを小さくする、持ち運びがしやすいように軽量にする、旅行先でのスポーツとして走行性能に優れたものといった特色を出している傾向がある。
2002年5月9日、国民生活センターは低価格の折り畳み自転車には品質が悪いものが多いという試験結果を公表した。

## 略歴
現在の形の折り畳み自転車が作成されたのは、1890年代とされている。1878年には、英国のウィリアム・グラウトが折り畳み自転車を発明した記録が残っているが、これはペニー・ファージング型の巨大な前輪を折り畳み、フレームを分割するものであった。また、1880年代には、折り畳み三輪車（子供用ではない）が英国とアメリカで特許出願されている。今日見られる自転車である安全型自転車が作られたのは1885年である。
1894年にアメリカでマイケル・B・ライアンが折り畳み自転車の特許を得ている。一方、フランスでは1896年に陸軍士官だったアンリ・ジェラール他が特許を出願している。これは、現代の機構と似通っており、少なくとも1897年には、既に実用化していた。また、英国では1896年にフォーン・フォルディング・サイクル社により作成されている。また、1899年にはライアンがハンドル部の折り畳み特許を取得しており、ほぼ現在に近い形になった。
これらの自転車は即座に各国の自転車部隊に採用され、第一次、第二次世界大戦でも使用され、また、空挺部隊でも使用された。イギリス陸軍空挺部隊では、BSA製造の折り畳み自転車が実戦投入された。このモデルはパラバイク（Parabike）と呼ばれ、パシュレー（Pashley Cycles）から販売されていた。
第二次大戦後、多くの民間用折り畳み自転車が作成され、小径の折り畳み自転車が初めて作成された。1950年代は、自動車、自動二輪車のブームにより自転車の人気は下火であったが、1960年代になるとモールトンが発売され、1970年代に折り畳み自転車はブームとなりフランス、イタリア、ドイツ、スウェーデンなどで盛んに作られ、また、東欧から廉価な「Uフレーム」が数多く輸出された。1980年代には、1981年にブロンプトンが販売され、1982年には最初のダホンが発売された。現在では、ヨーロッパ、アジア、アメリカの大都市において多様な交通手段の一つとして利用されている。

## 代表例
- A-bike（シンクレア・リサーチ）
- F20（KHS社）

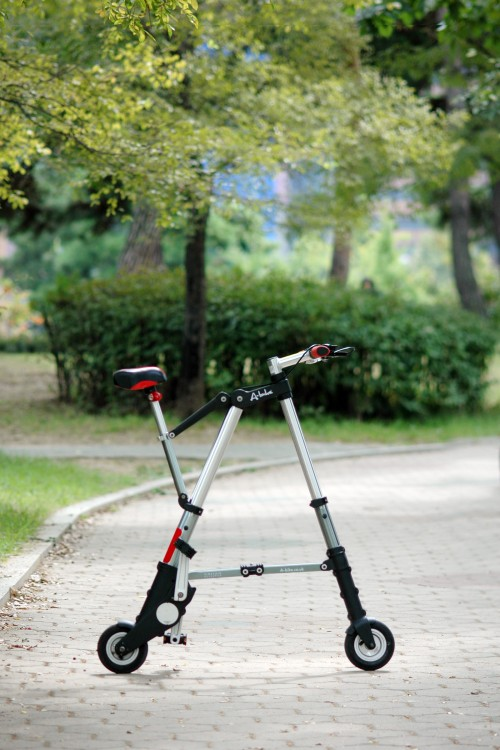
A-Bike（シンクレア・リサーチ）

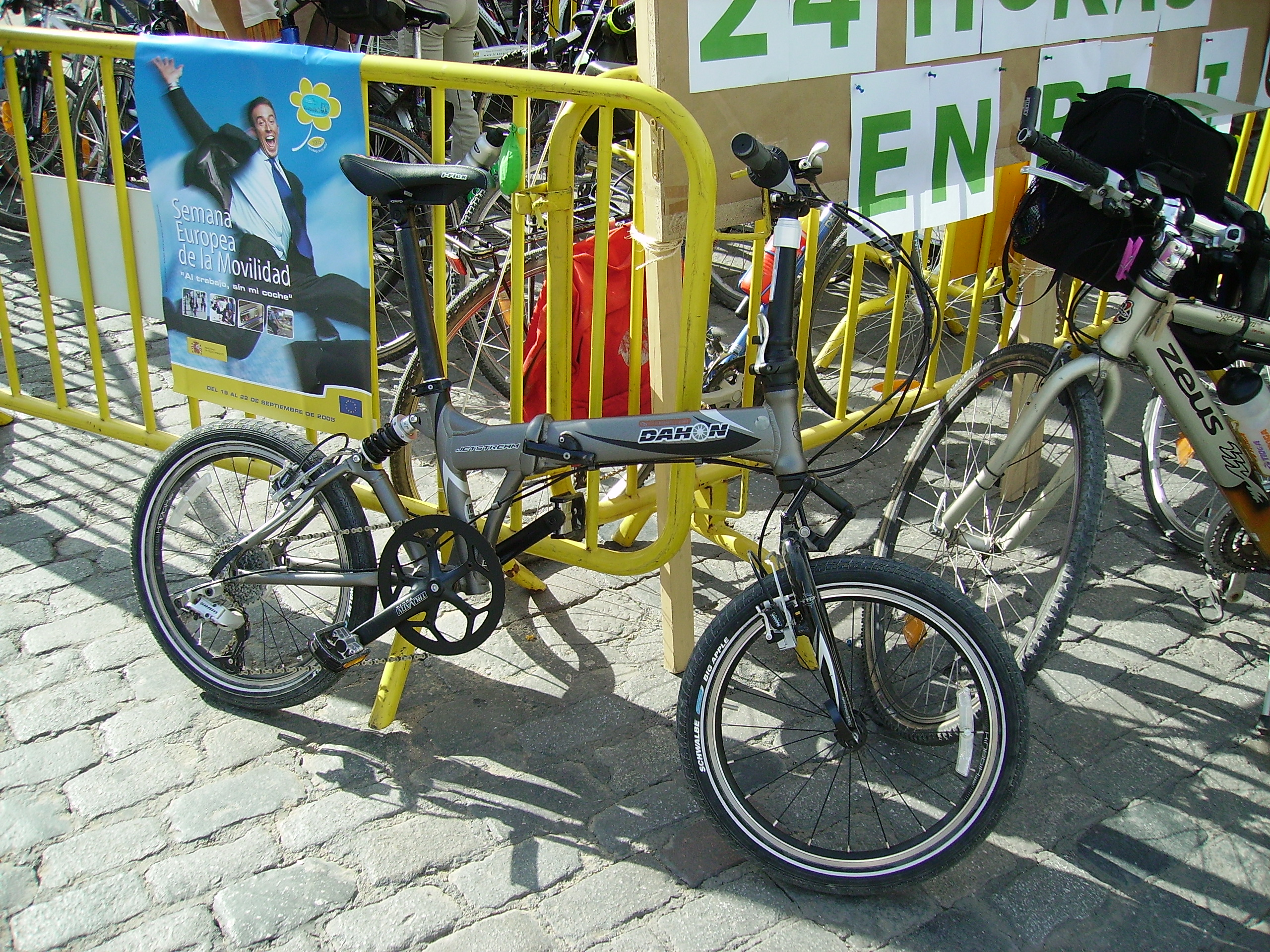
ジェットストリーム（ダホン）

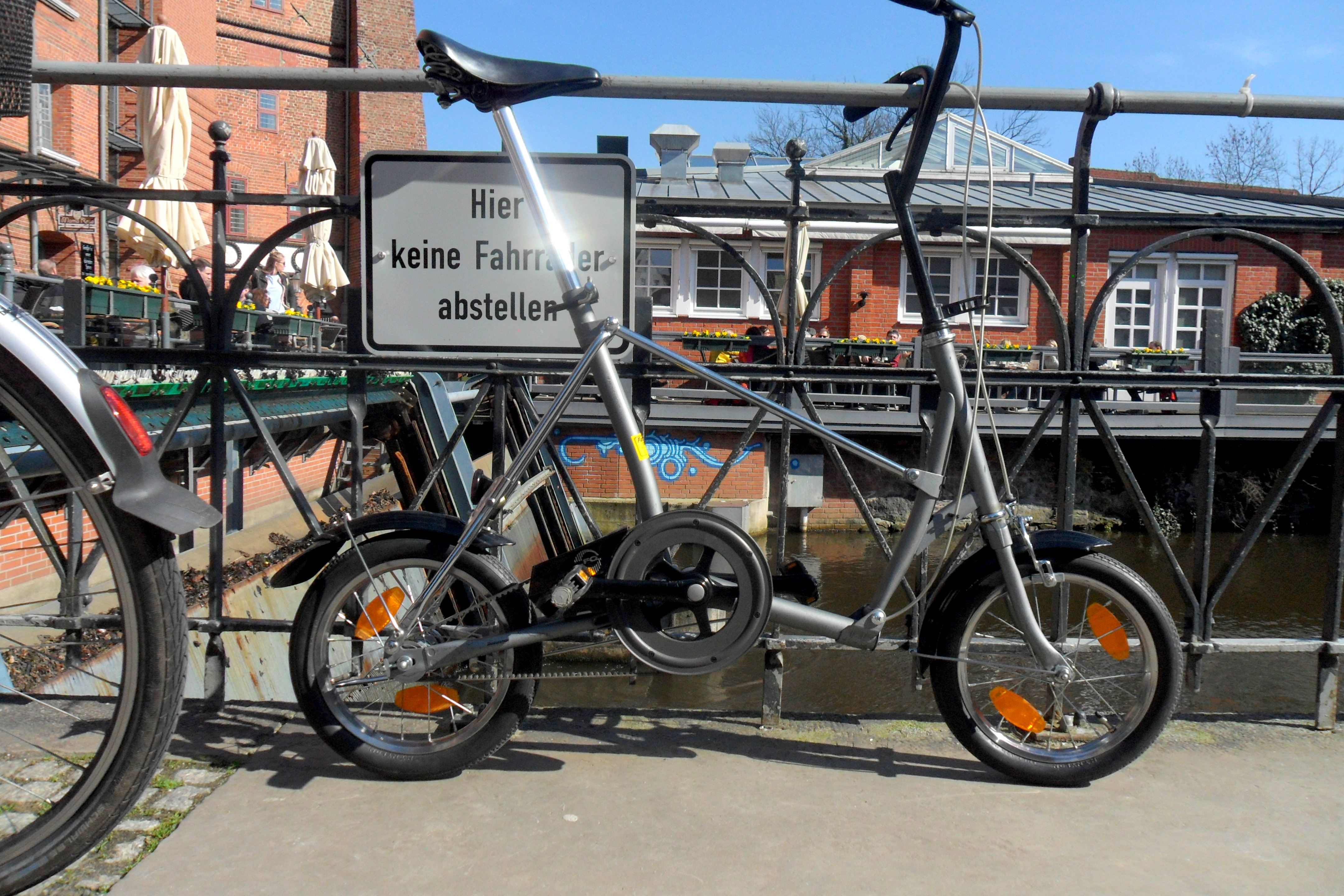
ピクニカ（ブリヂストン）

- MR-4R/4F（ジャイアント・マニュファクチャリング）
- Birdy（BD-1）（リーズ&ミューラー）
- アレックス・モールトン … 分割式
- エアニマル
- ストライダ（ミン・サイクル）
- ターン バイシクルズ（Tern Bicycles）
- タイレル（Tyrell）
- Routeなど - ダホン
- タルタルーガ（Tartaruga）
- ディ・ブラッシ
- チェンジバイク（ChangeBike）
- バイクフライデー（BikeFriday、グリーン・ギア・サイクリング）
- パシフィック・サイクルズ（ルイガノなどの製品もOEM供給している）
- パナソニック サイクルテック
- ハンディバイク（日本ではブリヂストンサイクルが販売）
- ファイブリンクス（5LINKS）
- ブリヂストン・ピクニカ（英語版）
- ブリヂストン・モールトン（BSM） … 分割式
- M3Lなど - ブロンプトン・バイシクル
- モンタギュー